# La grande proletaria si è mossa
La grande proletaria si è mossa è un celebre discorso del poeta Giovanni Pascoli pronunciato al Teatro dei Differenti di Barga il pomeriggio del 26 novembre 1911, in occasione di una manifestazione di supporto ai feriti della guerra italo-turca. In esso, il poeta prese pubblicamente posizione a favore dell'intervento militare italiano in Libia, iniziato poche settimane prima, a scopi di espansione coloniale.

## Il discorso

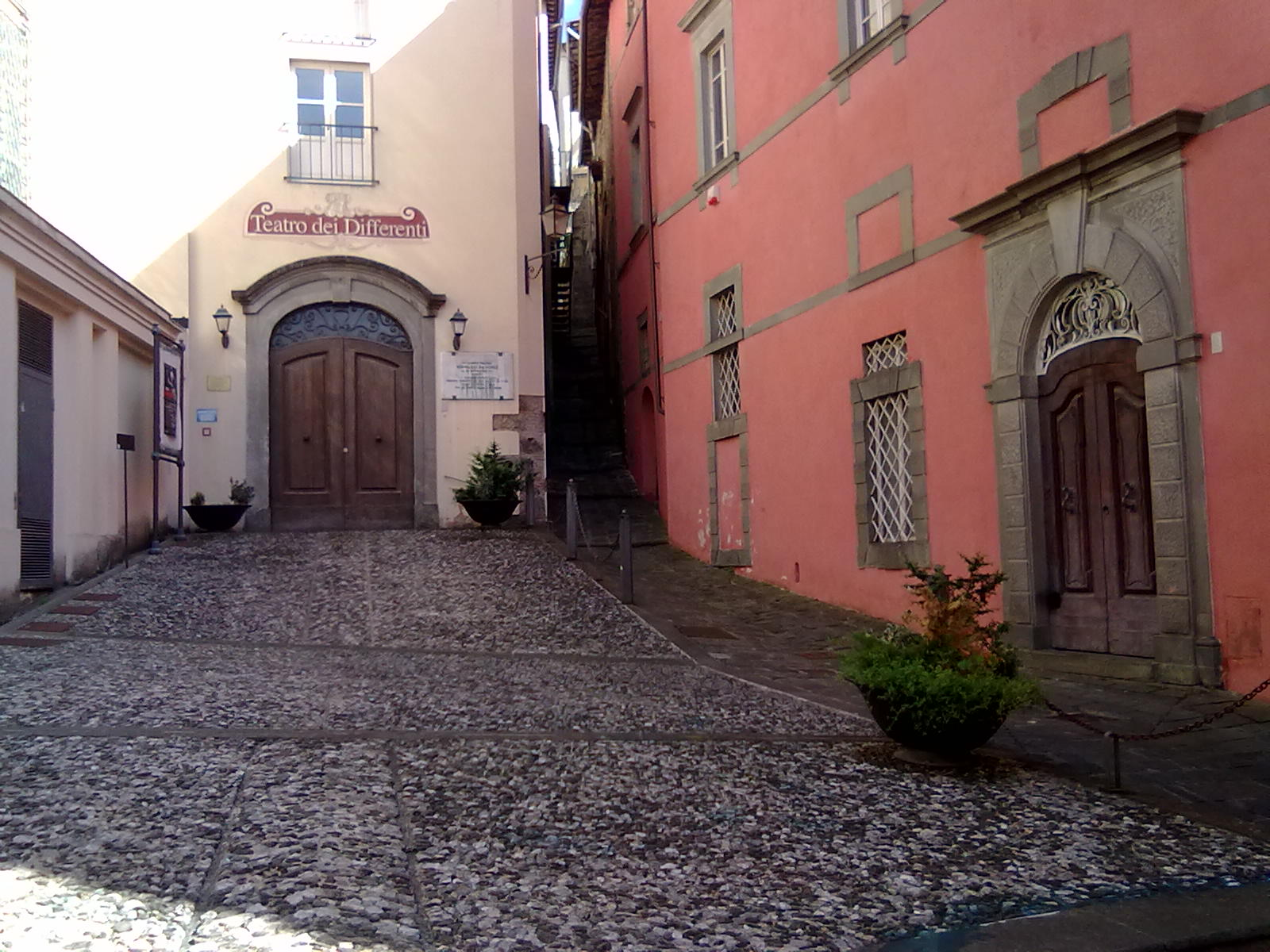
L'ingresso al teatro dei Differenti di Barga in provincia di Lucca, dove, alle ore 15 del 26 novembre 1911, si tenne il celebre quanto inatteso discorso di Giovanni Pascoli dedicato all'Italia grande Proletaria.

Inserendosi nel dibattito nazionale sull'opportunità o meno di un'entrata in guerra contro l'allora Impero ottomano, Giovanni Pascoli, poeta dell'interiorità ritenuto pacifico e mansueto, parlando dell'Italia, a sorpresa proclamò che «la grande proletaria si è mossa», riferendosi al fatto che finalmente i lavoratori italiani, costretti dalla Patria ad emigrare all'estero, avrebbero trovato in Libia terre fertili in cui risollevare le loro condizioni di vita:
(Giovanni Pascoli, La Grande Proletaria si è mossa, 1911)
L'Italia, la «grande Proletaria», i cui figli sono afflitti da povertà e ristrettezze economiche, trattati all'estero «un po' come i negri», costretti a rinnegare le proprie origini gloriose, considerati analfabeti o camorristi, ha finalmente trovato per loro «una vasta regione bagnata dal nostro mare»: una terra già romana, resa fertile dai «nostri progenitori» ma divenuta un deserto per l'inerzia di popolazioni negligenti, che l'Italia ha la missione di civilizzare.
Oltre a rievocare le imprese delle antiche legioni dell'Impero romano, citando anche Dante, Colombo e Garibaldi, Pascoli intende riportare alla memoria i successi già dimenticati del Risorgimento, la sconfitta di Adua da riscattare, e i nuovi «ardimenti scientifici» tra cui spicca il genio di Marconi.
(Giovanni Pascoli, La Grande Proletaria si è mossa, 1911)

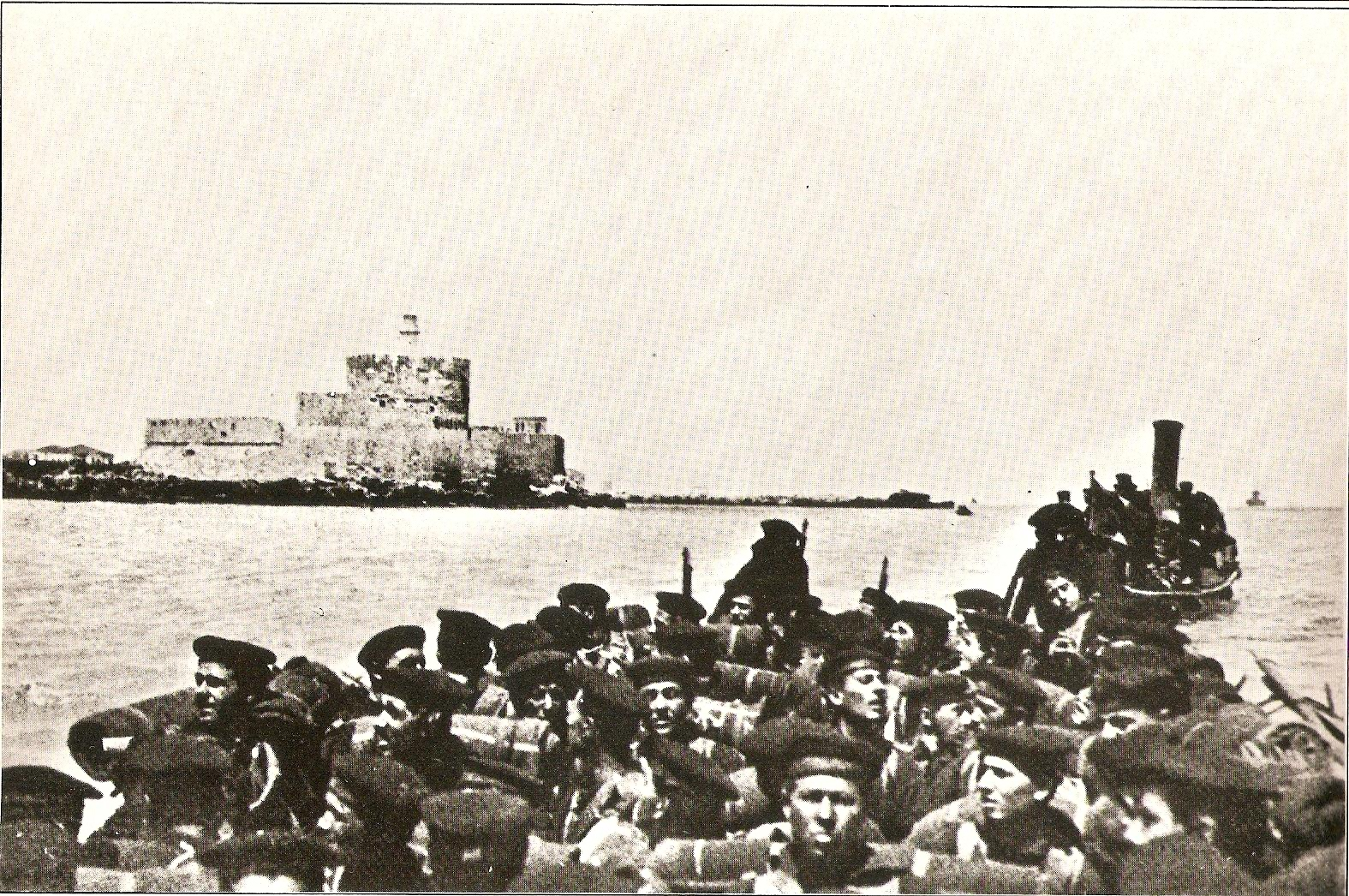
Sbarco delle truppe italiane a Tripoli (1911)

L'espansione coloniale costituisce ora per l'Italia, «che aveva dato i più potenti conquistatori, i più sapienti civilizzatori, i più profondi pensatori, i più ispirati poeti, i più meravigliosi artisti, i più benefici indagatori, scopritori, inventori, del mondo», l'opportunità di mostrare alle altre nazioni il proprio valore e la capacità di proteggere i propri figli.
Nella conquista della Libia Pascoli vede inoltre la possibilità di superare non solo le differenze geografiche fra le varie parti d'Italia, fra «terra, mare e cielo, Alpi e pianura, penisola e isole, settentrione e mezzogiorno» di quella che un tempo era ritenuta una mera «espressione geografica», ma anche le differenze fra classi, unite in un esercito dove combatte «l'artigiano e il campagnolo vicino al conte, al marchese, al duca».
La lotta sociale non ha più motivo di essere, perché il concetto stesso di classe, in cui si può entrare e uscire liberamente, è diventato evanescente. L'unica lotta sensata è quella «della nostra Patria», che avvolge i suoi morti «nello stesso tricolore».
Il poeta rivendica la legittimità di una guerra che non ritiene offensiva ma difensiva, condotta a tutela della civiltà e dei diritti umani nei confronti dei «Beduini-Arabi che non usano violare e mutilare soltanto cadaveri».
Alle nazioni straniere, più forti e violente, che sui giornali avevano diffamato l'esercito italiano, Pascoli rammenta l'umanità di un popolo che «con San Francesco rese più umano, se è lecito dirlo, persino Gesù Nazareno», che «col Beccaria abolì la tortura» e che «quasi solo nel mondo, non ha più la pena di morte».
Pascoli inneggia infine ai martiri del Risorgimento e delle guerre d'indipendenza italiane, proclamando che nel cinquantenario dell'unità d'Italia, ricorrente proprio in quell'anno 1911, essi hanno realizzato il voto dei Padri della Patria dimostrando che finalmente «sono fatti anche gl'Italiani».

## Analisi

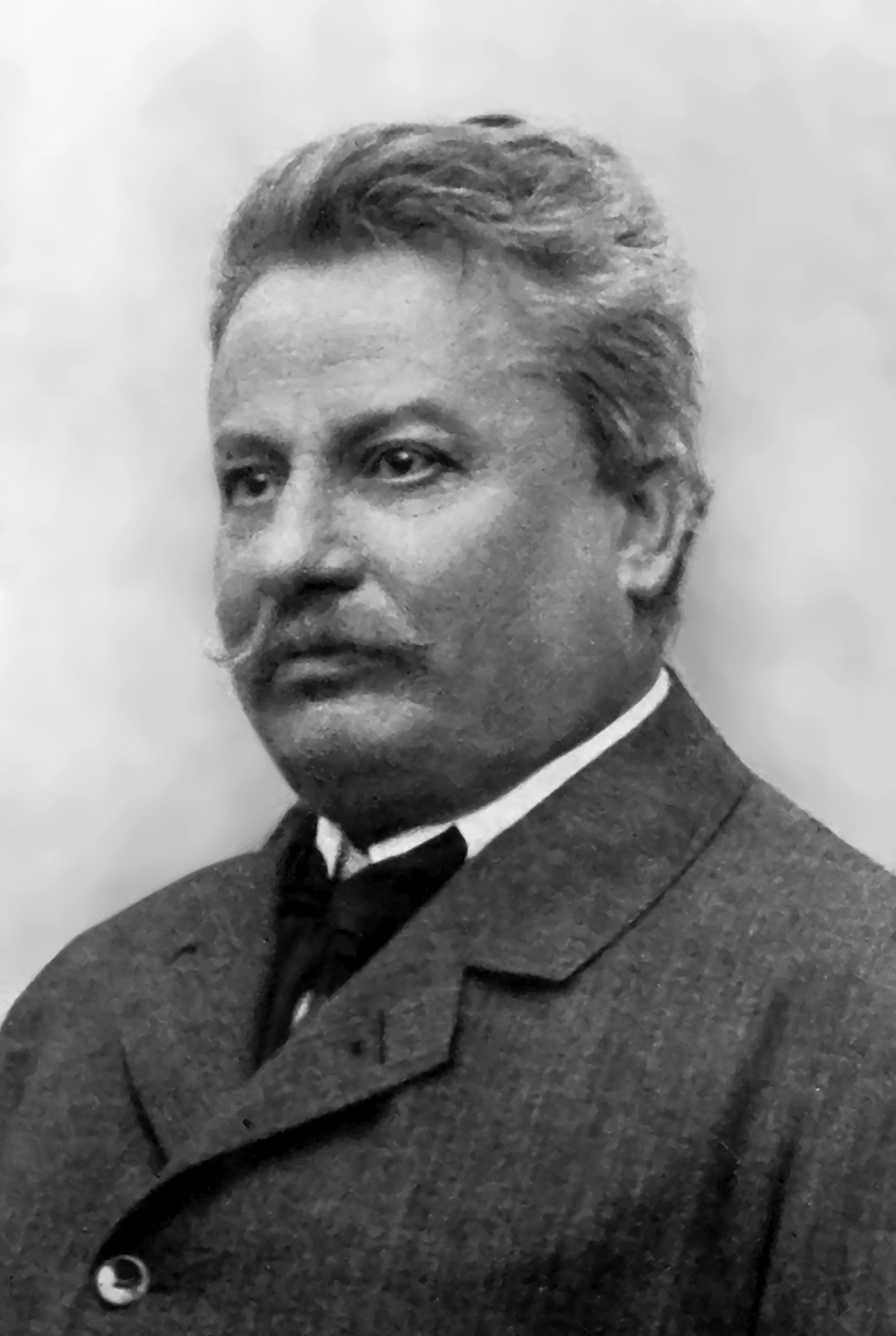
Giovanni Pascoli

Con questo discorso, il più significativo della sua produzione politico-civile, Giovanni Pascoli unì la terminologia socialista, definendo l'Italia «grande proletaria», al tema nazionalista dell'onore italiano da riscattare.
Il testo fu pubblicato, il giorno dopo, sul quotidiano La Tribuna del 27 novembre 1911. Ebbe grande risonanza, anche nelle scuole, e sarà ricordato dal biografo Luigi Filippi come «il nobilissimo testamento politico che chiude la nobilissima vita d'un perfetto italiano».
Dopo la morte del Pascoli avvenuta qualche mese dopo, il 6 aprile 1912, La grande Proletaria fu pubblicata postuma dalla sorella Maria nell'antologia Limpido rivo. Prose e poesie di Giovanni Pascoli presentate da Maria ai figli giovinetti d'Italia: il discorso fu posto subito prima della poesia La notte di Natale scritta «nel decembre 1911 per i nostri marinai e soldati combattenti in Libia».
Il nazionalismo di Pascoli, più affine ad uno stato d'animo del cuore che ad un vero proposito imperialista, susciterà particolare interesse in Antonio Gramsci, secondo il quale Pascoli era stato «il creatore del concetto di nazione proletaria e di altri concetti svolti poi da Enrico Corradini e dai nazionalisti di origine sindacalista».
Approdando al nazionalismo corradiniano a partire dal socialismo umanitario, proveniente dal suo primo anarchismo giovanile, Giovanni Pascoli sembrò inoltre estendere il tema a lui caro del «nido» familiare a tutta l'Italia, rivolgendo la propria sensibilità per la disgregazione del focolare domestico al fenomeno dell'emigrazione di cui era vittima la Patria in maniera altrettanto dilaniante.